# Charaxes etheocles
Charaxes etheocles е вид пеперуда от семейство Многоцветници (Nymphalidae). Видът не е застрашен от изчезване.

## Разпространение и местообитание
Разпространен е в Ангола, Габон, Гана, Гвинея, Демократична република Конго, Замбия, Камерун, Кения, Кот д'Ивоар, Либерия, Нигерия, Сенегал, Сиера Леоне, Танзания, Того, Уганда, Централноафриканска република и Южен Судан.
Обитава гористи местности, крайбрежия и плажове.